# 馬津 (正德進士)
馬津（1480年—1563年），字宗孔，號問菴，直隸徐州民籍，蘇州府崑山縣人，明朝政治人物。

## 生平
正德十一年（1516年）丙子科應天鄉試第六名舉人，十二年（1517年）聯捷丁丑科會試第二百十四名，三甲第一百一名進士。都察院觀政，授餘干縣知縣，嘉靖元年（1522年）追論平朱宸濠功，升江西道監察御史，八年（1529年）巡按山東，還朝後升大理寺左寺丞，以事被降職調外任，謫山東按察司僉事，改湖廣按察司僉事，以侍養乞歸，起復為福建按察司副使，復以疾乞致仕，終於家，享年八十四。

## 家族
曾祖馬紀；祖父馬蕙，宣德七年舉人，汝寧府教授，以季子馬暾貴贈知州、戶部郎中；父馬暶，義官。母王氏。嚴侍下。兄馬湘（通判）、馬沂（義官）、馬汝（監生）、馬江、馬汴（典科）、馬汶、馬潞，弟馬濰、馬淄、馬沄、馬溧、馬漁、馬汧、馬涇。